# Китайський чай

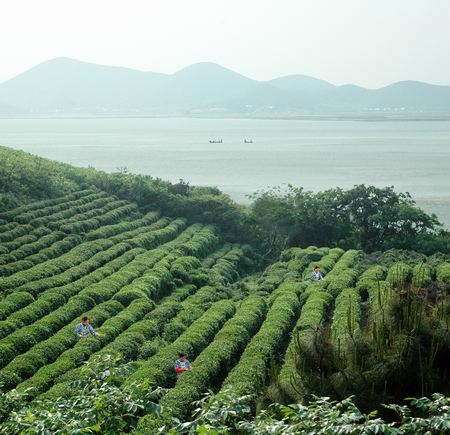
Плантація чайного куща у Китаї

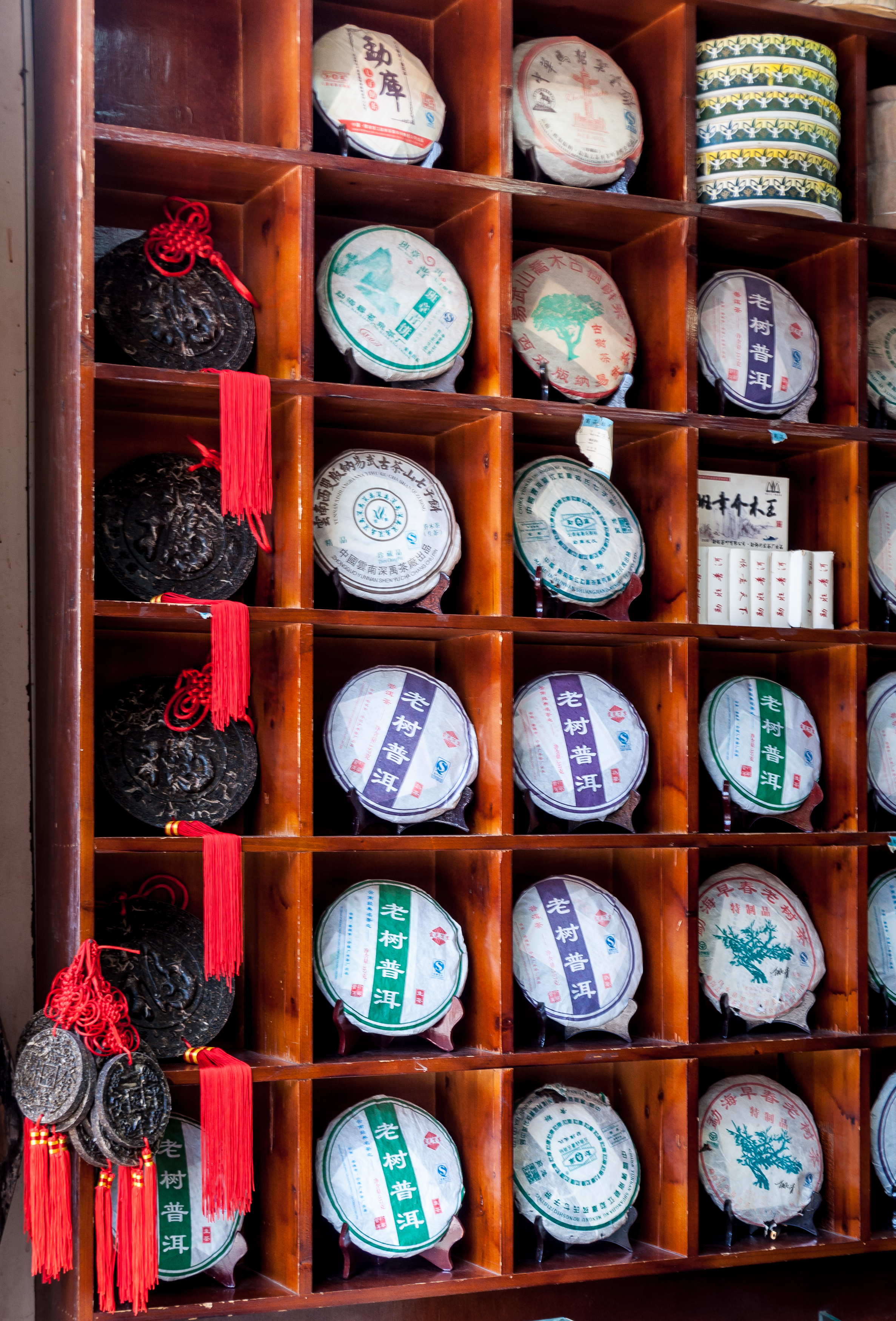
Юньнаньський чай пуер

Китайський чай — сорти чаю, які територіально виробляються та вирощуються у Китаї. Всі вони виробляються з китайського різновиду чайного куща. Китай є батьківщиною чаю, також звідси походить його назва — «ча» або «ті» (на різних діалектах).

## Історія
За легендою відкриття корисних властивостей чайного листя приписують Шень-нуну, який жив у епоху 2737 р. до н. е. — 2697 р. до н. е. Одного разу він заварив собі води, щоб напитися і до його чашки випадково потрапили листя чайної рослини. Спробувавши відвар, він нібито був вражений його смаком і тонізуючим ефектом, і став пити щодня. Перша письмова згадка про чай датується 770 р. до н. е., Чжоу-Гун у книзі «Эр'я» пише про чай як про один із продуктів споживання. У часи династії Цзінь (265—420 н. е.) у письмових джерелах згадуються чайні крамниці чадянь і колективні чаювання. Приблизно у цей же час китайці винайшли, що найкращий чай виходить із наймолодших листів. У зв'язку із цим до різноманітних назв напою додалася ще одна — «ча», що значить «молодий листок», яка з часом стала загальноприйнятою. У ті часи чайний напій використовувався як ліки, або як допоміжний лікувальний засіб. Вироблявся він зі свіжих зелених листів, які зривали з диких чайних дерев. Однак, щоб задовольнити постійно зростаючий попит, а також забезпечити собі регулярне збирання листя чаю, селяни почали саджати на своїх полях чайні кущі, а з часом розвинулася система сушіння листя і промислової переробки. У ті часи був прийнятий наступний спосіб готування: чайні листки м'яли у своєрідні коржі, які злегка присмажувалися (крім цього, коржі часто сушили у вигляді плиток або цеглинок). Після цього корж (або його частину) клали в керамічний горщик і заливали окропом; після цього додавали сіль, цибулю, спеції, імбир. Виходив свого роду чайний суп, рецепт якого залежно від регіону міг бути досить різним. У 479 р. н. е. у літописі зафіксовані факти обміну чаю на інші товари на північному і західному кордоні Китаю. Можливо в цей час почався рух чаю по Шовковому Шляху.
Приблизно в 500—600 р. н. е. чай поширюється на північному заході Китаю та у Тибеті. У часи династії Тан популярність здобуває порошковий чай. Готування й вживання подібного чаю стає модним заняттям у знаті й аристократів. Починається жвава чайна торгівля по Шовковому Шляхові з Індією, Туреччиною й регіонами нинішньої Середньої Азії. Слід зазначити, що в той час у воду для чаю обов'язково додавали сіль, так що за смаком напій принципово відрізнявся від сучасного чаю. У часи династії Тан популярність здобуває порошковий чай. Готування й вживання подібного чаю стає модним заняттям у знаті й аристократів. Починається жвава чайна торгівля по Шовковому Шляхові з Індією, Туреччиною й регіонами нинішньої Середньої Азії. Слід зазначити, що в той час у воду для чаю обов'язково додавали сіль, так що за смаком напій принципово відрізнявся від сучасного чаю. Лу Юй, «чайний мудрець», що жив у той час, написав «Канон чаю», перша в світі книга про чай, де описуються методи вирощування чаю, його переробки, правила чаювання. Цей твір згодом став канонічним. У 780 р. н. е. було введено перший податок на чай.
За часів династії Сун порошковий чай з аристократичного напою стає масовим. Саме в епоху Сун починається розквіт виробництва китайської глиняної кераміки. Це темні товстостінні глиняні чашки, вкриті темно-синьою (зеленою), чорною й коричневою глазур'ю, які красиво контрастували з яскравою піною збитого порошку зеленого чаю. У цей же час із процесу готування чаю виключається сіль. Під час монгольської окупації Китаю більшість чайних плантацій була знищена, масова культура вживання чаю втрачається. Відродження чайної культури сталося за часів династії Мін. У цей час споживання порошкового чаю стає непопулярним, з'являється новий спосіб заварювання чаю — в окріп занурюються цілі листки. Отриманий у результаті використання нового способу напій набагато світліший за порошковий чай. Звідси виникає потреба в новому чайному посуді, з'являються тонкостінні чашки з білої порцеляни або зі світлої глини. У цей же час з'явилися та стали популярними заварювальні чайники.
У 1516 році португальці відкривають морський шлях у Китай, а у 1557 з'явилось португальське торгове представництво в Макао. З цих часів чай почав регулярно потрапляти до країн Європи.
З XVII сторіччя починається жвава торгівля чаєм з країнами Європи та Америкою. Чай доставлявся до порту Кантон, де вантажився на кораблі та вирушав до місця призначення.

## Види китайського чаю
- Зелений чай — неферментовані чайні листи. Китай є основним виробником зеленого чаю.
- Улун (оолонг) — напівферментований чай, виробляється тільки в Китаї. при переробці ферментуються тільки краї листа та частина поверхні. Такий чай поєднує в собі смак чорного та зеленого чаю.
- Червоний чай (згідно з європейською класифікацією чорний чай) — сильно ферментований чай. У Китаї споживається мало, переважно експортується.
- Пуер — пресований чай. Виробляється тільки в Китаї. Вважається, що з часом його якість підвищується (може зберігатись десятиріччями).
- Жовтий чай — елітний китайський чай з дуже слабкою ферментацією. Мало відомий за межами Китаю, але дуже популярний у самій країні.
- Білий чай — елітний китайський чай, який складається або суто з чайних бруньок (тіпсів) або з тіпси та верхнього листочка, який не повністю розкрився.